# Guillaume Bonnafond
Pour les personnalités de nom proche, voir Bonnafont.
Guillaume Bonnafond , né le 23 juin 1987 à Valence, est un coureur cycliste français. Il est professionnel entre 2008 et 2018.

## Biographie

### Débuts cyclistes et carrière chez les amateurs
Guillaume Bonnafond commence le cyclisme à 13 ans. Il pratique également le basket-ball jusqu'à 16 ans. Il passe dans différents clubs cyclistes (Crest Saillans, Le Cheylard CF 07, Charvieu-Chavagneux Isère), puis intègre le Chambéry CF, lié à l'équipe professionnelle AG2R La Mondiale. En 2008, il remporte notamment la Ronde de l'Isard d'Ariège et le Tour des Pays de Savoie, et se classe deuxième du championnat de France amateur. Il est engagé comme stagiaire par AG2R La Mondiale, avec laquelle il participe à la Polynormande et à Paris-Corrèze. Il devient professionnel dans cette équipe en 2009.

### Carrière professionnelle

#### 2009-2016: AG2R La Mondiale

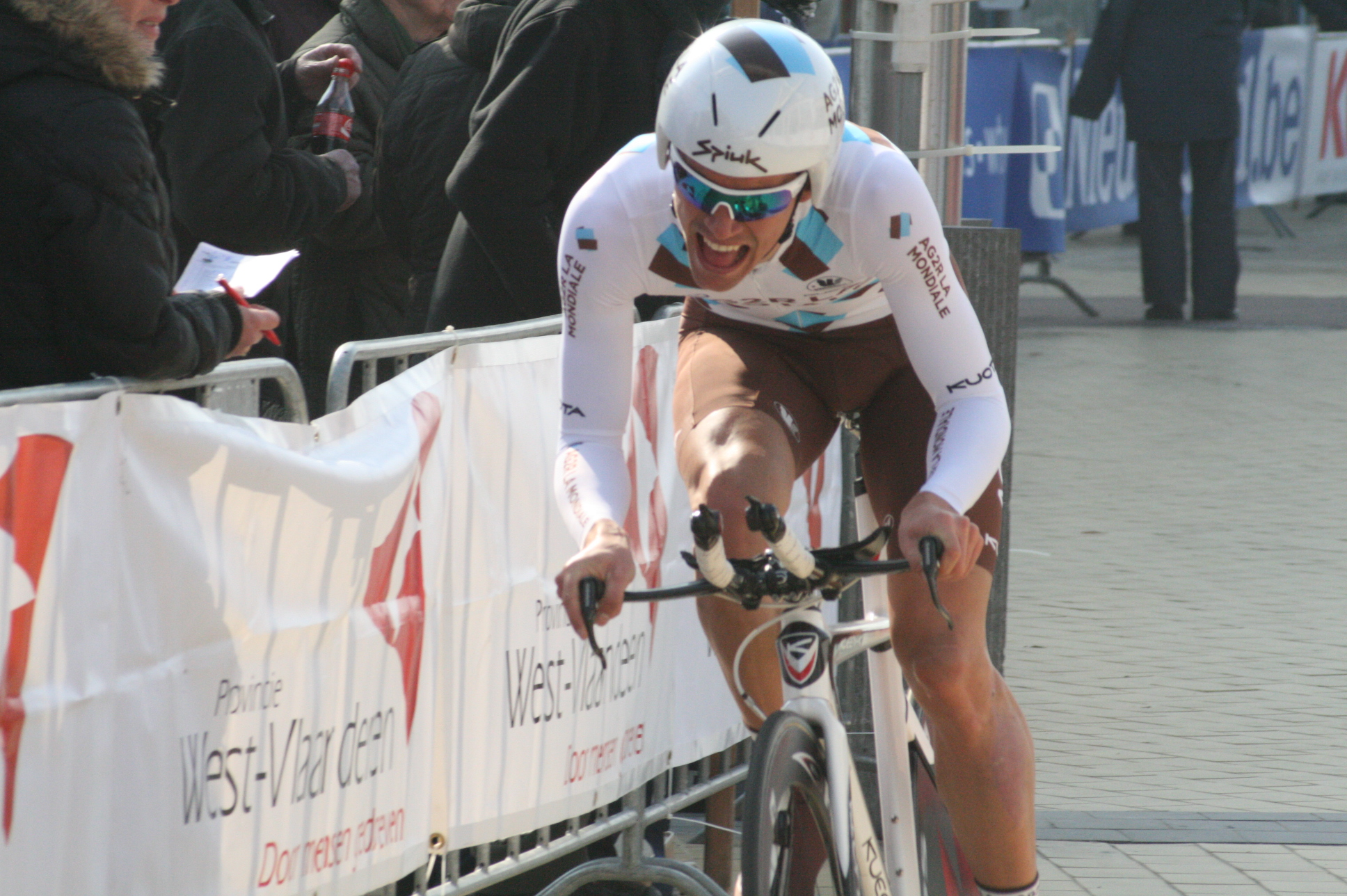
Guillaume Bonnafond lors du prologue des Trois Jours de Flandre-Occidentale, en 2011.

À la suite du désistement de Ludovic Turpin, il est engagé sur le Tour d'Italie 2009 durant lequel il s'illustre en étant échappé à trois reprises (6e, 14e et 20e étapes). Il termine 23e de la 14e étape, jugée au sommet du San Luca de Bologne, et 87e du classement général. En fin de saison, il s'avère être un coéquipier utile pour Romain Sicard qui remporte le Tour de l'Avenir.
En 2010, il est de nouveau aligné sur le Tour d'Italie mais est contraint à l'abandon à la suite d'une chute lors de la sixième étape. Il est engagé pour la première fois sur le Tour d'Espagne lors de cette même année. Il y est actif (échappé lors de la quatrième étape) et termine 58e au classement général. En fin de saison, il termine le  Tour de Lombardie à la 22e place. Il ne parvient pas à obtenir de place dans les dix premiers d'un classement général.
Il entame en 2011 sa troisième année avec l'équipe Ag2r La Mondiale. Sur le Tour d'Espagne, il signe sa meilleure performance sur un grand tour (26e), ce qui constitue l'unique fait remarquable de cette année discrète. 
La saison 2012 s'avère être un meilleur cru pour Bonnafond qui participe pour la troisième fois de sa carrière au Tour d'Italie. En l'espace d'une semaine lors du mois d'août, il finit deuxième de Paris-Corrèze et septième du Tour de l'Ain après avoir décroché des places d'honneur sur les étapes reines.

#### 2017-2018: Cofidis
En août 2016, il signe un contrat avec l'équipe continentale professionnelle française  Cofidis.
Il met un terme à sa carrière à l'issue de la saison 2018. 
A l’issue , il devient directeur de la performance au sein de la formation Swiss Racing Academy jusqu’en décembre 2022. 
En 2023, il est recruté par la formation DSM en qualité d’entraîneur. 

## Palmarès et classements mondiaux

### Palmarès amateur
- 2005
  - Classement général du Tour du Valromey
  - 3e du Tour de Lorraine juniors
- 2006
  - 3e du Tour du Pays de Gex
- 2007
  - 3e du Grand Prix des vins du Brulhois
- 2008
  - Ronde de l'Isard d'Ariège :
    - Classement général
    - 4e étape

  - Tour des Pays de Savoie :
    - Classement général
    - 2e et 3e étapes

  - 2e étape du Tour de l'Ardèche méridionale
  - 2e du Tour du Chablais
  - 2e du championnat de France sur route amateurs
  - 2e du Grand Prix Cristal Energie
  - 2e du Tour de l'Ardèche méridionale
  - 2e du Tour de Berne
  - 3e de la Classique de Sauveterre
  - 3e du Tour de Lombardie amateurs
  - 3e de la Flèche ardennaise

### Palmarès professionnel
- 2012
  - 2e de Paris-Corrèze

### Résultats sur les grands tours

#### Tour d'Italie
5 participations
- 2009 : 87e
- 2010 : abandon (6e étape)
- 2012 : 90e
- 2013 : 107e
- 2016 : 54e

#### Tour d'Espagne
3 participations
- 2010 : 58e
- 2011 : 26e
- 2017 : 88e

### Classements mondiaux
| Année                  | 2007 | 2008 | 2009 | 2010 | 2011 | 2012 | 2013 | 2014 | 2015 | 2016 |
| ---------------------- | ---- | ---- | ---- | ---- | ---- | ---- | ---- | ---- | ---- | ---- |
| Calendrier mondial UCI |      |      | nc   | nc   |      |      |      |      |      |      |
| UCI World Tour         |      |      |      |      | nc   | nc   | nc   | nc   | nc   | nc   |
| UCI Europe Tour        | 890e | 131e |      |      |      |      |      |      |      |      |